# راز سوزاننده
راز سوزاننده (به انگلیسی: Burning Secret) فیلمی محصول سال ۱۹۸۸ و به کارگردانی اندرو برکین است. در این فیلم بازیگرانی همچون کلاوس ماریا برانداور، فی داناوی، دیوید ابرتس، ایان ریچاردسون و جان نتلتون ایفای نقش کرده‌اند.